# تولید شیر

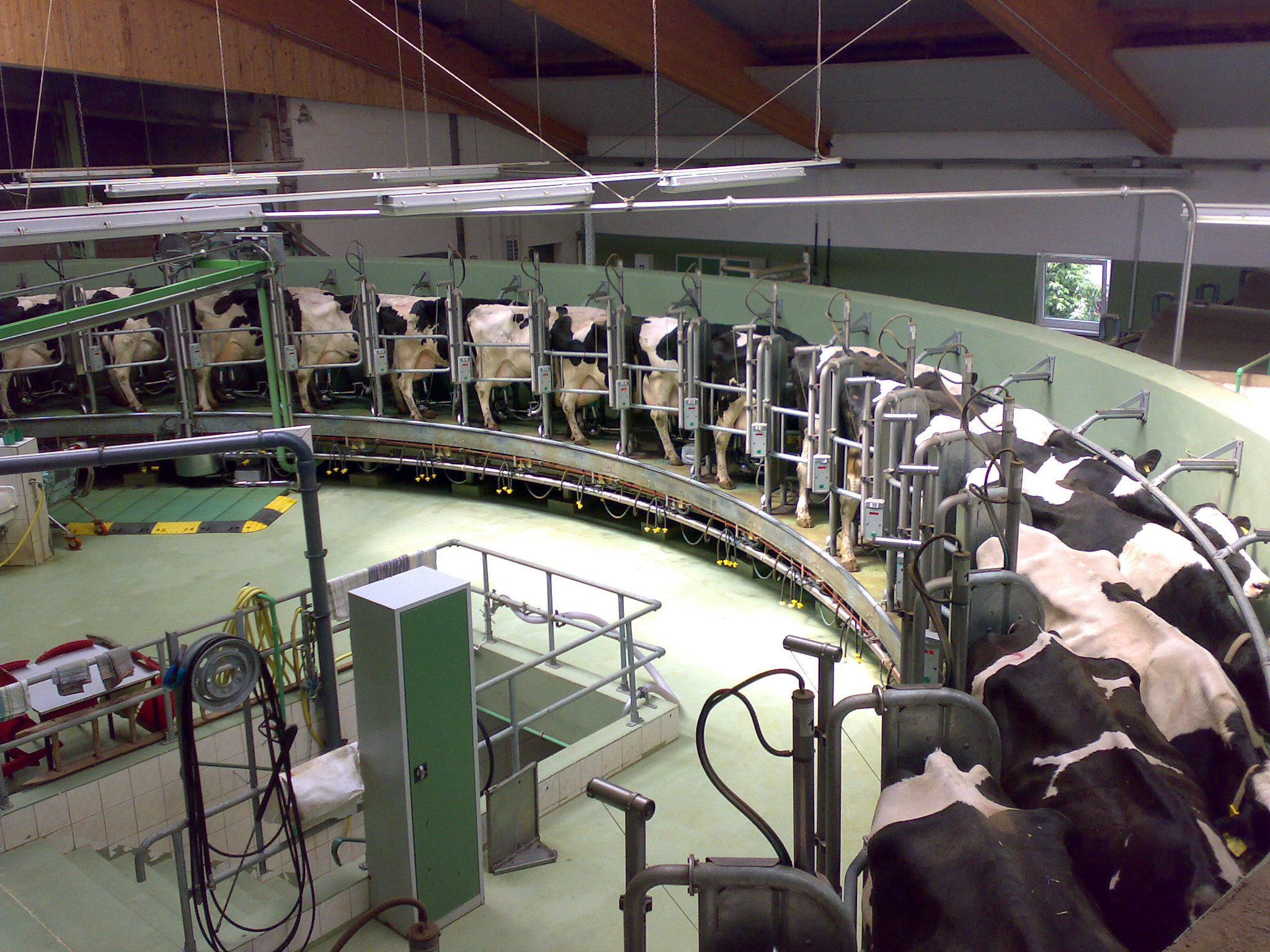
شیردوشی دوّار در سالن با امکانات مدرن لبنی، واقع در آلمان

تولید شیر یک گرایش از کشاورزی (دامداری) برای تولید پایدارمدت شیر است که فرآوری شده، (یا در مزرعه یا در یک کارخانه لبنی یا که ممکن است به نام کارخانه لبنیات باشد) و درنهایت به صورت یک محصول لبنی فروخته می‌شود.

## گونه‌های رایج

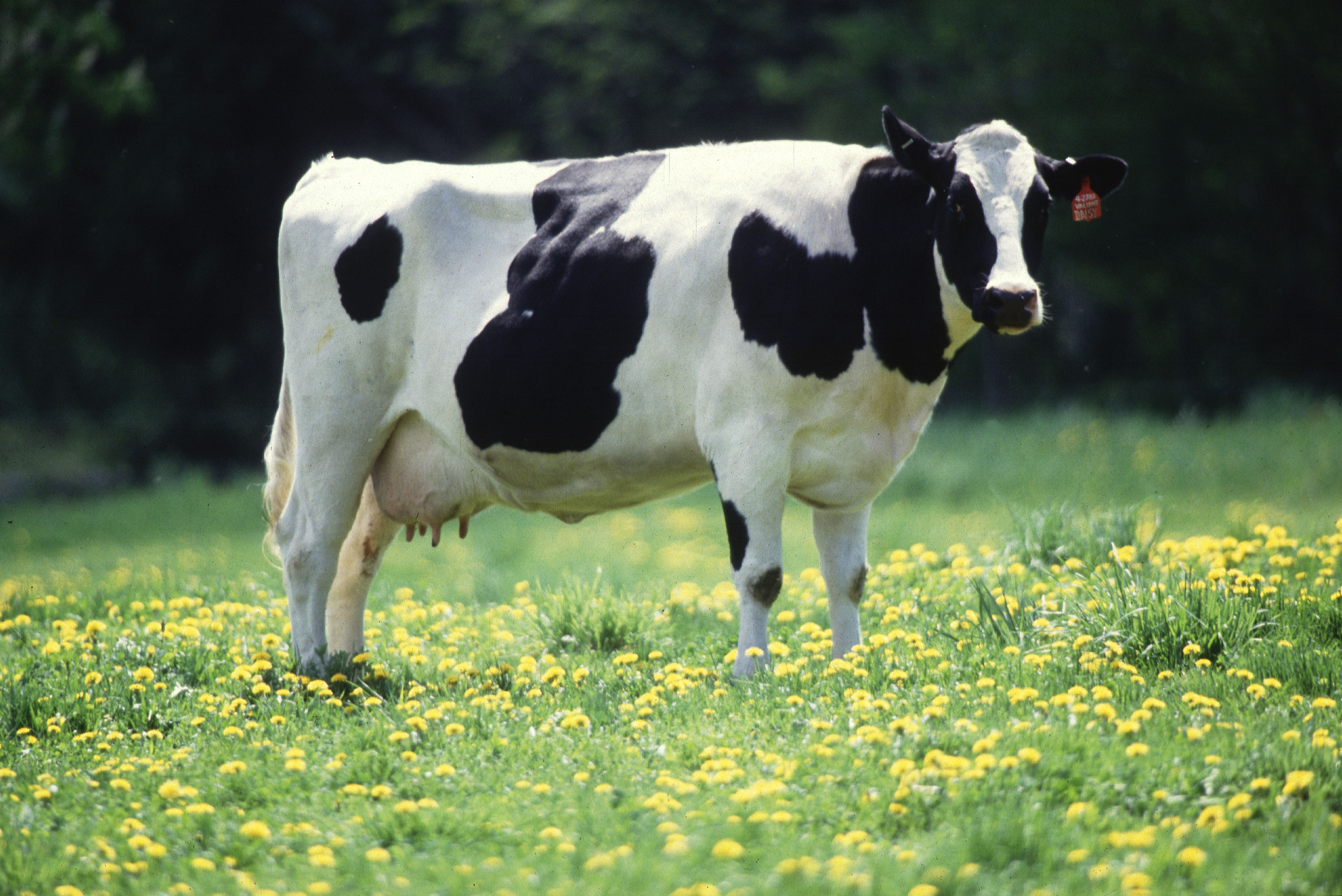
ماده گاو سیاه سفید

اگرچه هر پستاندار می‌تواند شیر تولید کند، اما گاوداری‌های شیری تجاری به‌طور معمول به‌صورت تک‌گونه‌ای هستند. در کشورهای توسعه‌یافته گاوداری‌ها به‌طور معمول دارای گاوهای شیری با بازدهی تولیدی بالا می‌باشند. دیگر گونه‌های به‌کارگرفته‌شده به‌صورت تجاری، شامل بز، گوسفند و شتر هستند. در ایتالیا تولید الاغ شیری درحال رشد است که برای تولید یک منبع شیر جایگزین برای نوزادان محبوبیت یافته‌است.